# Morehead City
Morehead City è una città degli Stati Uniti d'America situata nella Carolina del Nord, nella Contea di Carteret.